# Jan Přibyl (1921)
Jan Přibyl (20. srpna 1921 Jičín - ?) byl český odbojář a politický vězeň, člen ilegální odbojové organizace Dr. Eduard Beneš. V 50. letech 20. století byl souzený ve veřejném politickém monstrprocesu Kolín, Weiland a spol.

## Život a činnost
Narodil se 20. srpna 1921 v Jičíně. Vyučil se autolakýrníkem. Po válce se přestěhoval do Varnsdorfu, kde pracoval v autodílně. Měl samostatnou živnost, která byla roku 1948 zrušena. Do svého zatčení roku 1949 pracoval v národním podniku Velveta jako lakýrník. V roce 1942 byl přijat do KSČ, ze strany byl však vyloučen v průběhu prověrek po únoru 1948.

### Zatčení, obžaloba, rozsudek
Jan Přibyl byl zatčen 23. prosince 1949 a byl převezen do liberecké vazební věznice. Při domovní prohlídce nebylo nalezeno nic podstatného, přesto byl obviněn z trestného činu velezrady, vyzvědačství, loupeže a napomáhání k vraždě. Konkrétně byl vinen z toho, že se roku 1949 stal členem Judytkovy protistátní teroristické organizace Dr. Eduard Beneš], kterou mu pomáhal založit. Zvolil Bedřicha Judytku velitelem skupiny a složil do jeho rukou přísahu věrnosti. Dostal rozkaz opravit vysílací stanici, která měla umožnit spojení s emigrací, účastnil se  hlasování o likvidaci Jiřího Daneše-Hradeckého a napomáhal s jeho zavražděním a zahlazováním stop. Spolu s Bedřichem Judytkou, Bohuslavem Houfkem a Antonínem Hošnou přepadl poštovní auto. Opatřoval zbraně a střelivo. Společně s Bedřichem Judytkou připravoval další teroristické akce jako přepadání osobních aut krajských činitelů za účelem jejich usmrcení.
Bezpečnostní pětka KV KSČ Liberec navrhovala pro Jana Přibyla trest smrti, ale Státní soud v Praze ho odsoudil k trestu odnětí svobody na doživotí. Byl mu uložen peněžní trest ve výši 30 000 Kčs a došlo ke konfiskaci celého jeho majetku. Také ztratil čestná práva občanská na dobu 10 let.

### Vězení, osud a propuštění
Jan Přibyl nastoupil k výkonu trestu  21. července 1950 ve věznici v Leopoldově, kde byl až do svého propuštění na amnestii prezidenta republiky roku 1963.  Po dobu trestu byl zaměstnán jako lakýrník, za dobré pracovní výsledky byl několikrát odměněn. V roce 1955 mu byl trest snížen na základě amnestie prezidenta republiky na 25 let odnětí svobody. Jan Přibyl požádal o milost v roce 1960 a 1962, obě žádosti byly zamítnuty. Vyhověno mu bylo až v roce 1963. Jan Přibyl žádal spolu s Antonínem Hošnou a Bedřichem Mackem v roce 1955 o přezkoumání rozsudku Státního soudu z roku 1950. Jejich žádost byla zamítnuta Krajským soudem v Praze.
Jan Přibyl byl 16. listopadu 1963 propuštěn na základě udělené milosti prezidenta republiky s podmínkou 10 let. Vězení opustil jako velmi nemocný muž, po operaci štítné žlázy byl částečně hluchý a měl chronickou tuberkulózu obou horních polovin plic. Po propuštění se nastěhoval ke svým rodičům do Jičína.
Po propuštění byl i nadále sledován, zda není pro společnost nebezpečný. Také musel pravidelně docházet na stanici VB, kde probíhaly rozhovory. Přibyl informoval o amnestovaných z okolí Jičína a byl využíván při sledování Prudiče, Škalouna, Čipery, Děčína, Přeučila, Novotného, Nedomy a Mareše. V budoucnu měl získávat informace o JUDr. Potůčkovi a Melounovi.